# Perry Ellis (cestista)
Perry Michael Ellis (Wichita, 14 settembre 1993) è un cestista statunitense.

## Carriera
Con gli Stati Uniti ha disputato le Universiadi di Gwangju 2015.

## Palmarès
- McDonald's All-American Game (2012)